# Моле ди Вито (Фрозиноне)
Моле ди Вито је насеље у Италији у округу Фрозиноне, региону Лацио.
Према процени из 2011. у насељу је живело 55 становника. Насеље се налази на надморској висини од 388 м.